# 3491 Fridolin
3491 Fridolin este un asteroid din centura principală, descoperit pe 30 septembrie 1984 de Paul Wild.